# Josip Zemko
Josip Zemko (Subotica, 13. ožujka 1946. — 11. travnja 2017.
), bivši jugoslavenski nogometni reprezentativac. Rodom je Hrvat.

## Klupska karijera
Bogatu nogometnu karijeru Zeka je započeo u subotičkoj Bačkoj, nastavio u Spartaku, i vrlo brzo otišao u sarajevski Željezničar gdje je nakon kraćeg vremena postao reprezentativac. Nakon teškog prijeloma noge, nastavio je karijeru u novosadskoj Vojvodini gdje se ponovo izborio za dres reprezentacije Jugoslavije. Igračku karijeru je okončao u svom matičnom klubu FK Bačkoj.

## Reprezentativna karijera
Još kao junior je privukao pozornost ondašnjeg izbornika jugoslavenske juniorske reprezentacije Miljana Miljanića. Iako je bio igrač malog subotičkog kluba Bačke (koja je onda nosila ime Zvezda), postao je stalni član juniorske reprezentacije u kojoj je došao do mjesta kapetana.

## Trenerska karijera
Okončavši igračku karijeru u Bačkoj, posvetio se trenerskom poslu. Pored Spartaka i Bačke, Zemko je trenirao i klubove širom Vojvodine, između ostalih, bajmočki i somborski Radnički. Do posljednjeg dana ostao je vjeran nogometu, a smrt ga je zatekla na obučavanju mlađih kategorija FK Bačke.

## Vanjske poveznice
- Josip Zemko _ National Football Teams
- Josip Zemko _ Weltfussball.at
- Footballdatabase